# Solfara Saponaro
La solfara Saponaro o miniera Saponaro  è una miniera di zolfo sita in provincia di Caltanissetta  nel bacino minerario della Valle dell'Imera.
La solfatara era già attiva nel 1839, è stata chiusa nel 1966.
Essa era di proprietà del conte Ignazio Testasecca.
In realtà la miniera è data dalla coesistenza sullo stesso giacimento di cinque distinte miniere: Miniera Saponaro Garibaldi, Miniera Saponaro Case Santi, Miniera Saponaro S. Francesco, Miniera Saponaro Redentore e Miniera Saponaro S. Vincenzo; di queste oggi sopravvivono diversi imbocchi.

## Incidenti
Nel 1873 vi morirono 6 operai per il crollo di una galleria.